# Nalini Joshi
Pour les articles homonymes, voir Joshi.
Nalini Joshi est une mathématicienne australienne. Elle est professeure à la School of Mathematics and Statistics (en) de l'Université de Sydney, la première femme de l'école à occuper ce poste, et est une ancienne présidente de la Société mathématique australienne,. Joshi est membre du groupe de recherche en mathématiques appliquées de l'école. Ses recherches portent sur les systèmes intégrables. Elle a reçu la Georgina Sweet Australian Laureate Fellowship (en) en 2012 et la  médaille George Szekeres en 2020.

## Enfance
Joshi est née et a passé son enfance en Birmanie. En 2007, elle a décrit son expérience de grandir là-bas : « Mon père était dans l'armée et j'ai grandi près de jungles peuplées d'animaux sauvages. J'avais la liberté d'explorer toute la journée tant que j'allais à l'école et c'est ce que je recherche en fait chaque fois que je me penche sur les mathématiques ; c'est une aventure, une exploration, forger de nouveaux chemins dans des territoires que personne d'autre n'a encore regardés. ».

## Éducation
Joshi a obtenu son bachelor ès sciences avec distinction en 1980 à l'Université de Sydney et son doctorat à l'Université de Princeton sous la direction de Martin David Kruskal,. Sa thèse de doctorat est intitulée The Connection Problem for the First and Second Painlevé Transcendents.

## Carrière
Après une bourse postdoctorale en 1987 et une bourse de recherche et d'enseignement (1988-1990), tous deux à l'Université nationale australienne, Joshi a accepté un poste d'enseignant à l'Université de Nouvelle-Galles du Sud à Sydney (1990-94) et a été promue maître de conférences. en 1994. En 1997, elle a remporté une bourse de recherche senior du Conseil australien de la recherche (ARC), qu'elle a acceptée à l'Université d'Adélaïde, et est devenue professeure agrégée/lectrice à cette université un an plus tard. En 2002, elle a déménagé à l'Université de Sydney en tant que titulaire de la Chaire de Mathématiques Appliquées ; depuis 2006, elle est directrice du Centre de biologie mathématique, de 2007 à 2009 directrice de l'École de mathématiques et de statistique (directrice associée depuis 2010).
En 2015, Joshi a cofondé et coprésidé le programme Science in Australia Gender Equity (SAGE), qui vise à accroître la rétention des femmes dans les domaines STIM en utilisant les principes d'Athena SWAN (en). Depuis 2016, elle est membre du groupe consultatif d'experts SAGE.

## Récompenses et honneurs
Joshi a été élue membre de l'Académie des sciences australienne en mars 2008 et a occupé plusieurs postes au sein de la Société mathématique australienne, dont sa présidence de décembre 2008 à septembre 2010. Elle a également été membre du conseil d'administration de l'Australian Mathematics Trust (en) (2010-13). Elle fait partie du Comité national des sciences mathématiques depuis janvier 2010.
En 2012, Joshi est lauréate de la Georgina Sweet Australian Laureate Fellowship (en), ce qui implique le projet de cinq ans : Geometric construction of critical solutions of nonlinear systems (construction géométrique des solutions critiques des systèmes non linéaires),,,.
En 2015, elle a été la conférencière de la 150th Anniversary Hardy Lecture, un prix décerné par la London Mathematical Society impliquant une vaste série de conférences à travers le Royaume-Uni. Elle est membre de la Royal Society of New South Wales (FRSN). En juin 2016, elle a été nommée Officier de l'Ordre d'Australie.
Joshi a été élue vice-présidente de l'Union mathématique internationale en juillet 2018. Elle a été récompensée en octobre 2019 par le NSW Premier's Prizes pour "Excellence in Mathematics, Earth Sciences, Chemistry or Physics".
En 2020, Joshi a reçu la médaille George Szekeres de la Société mathématique australienne.